# Husson-Schwimmratte

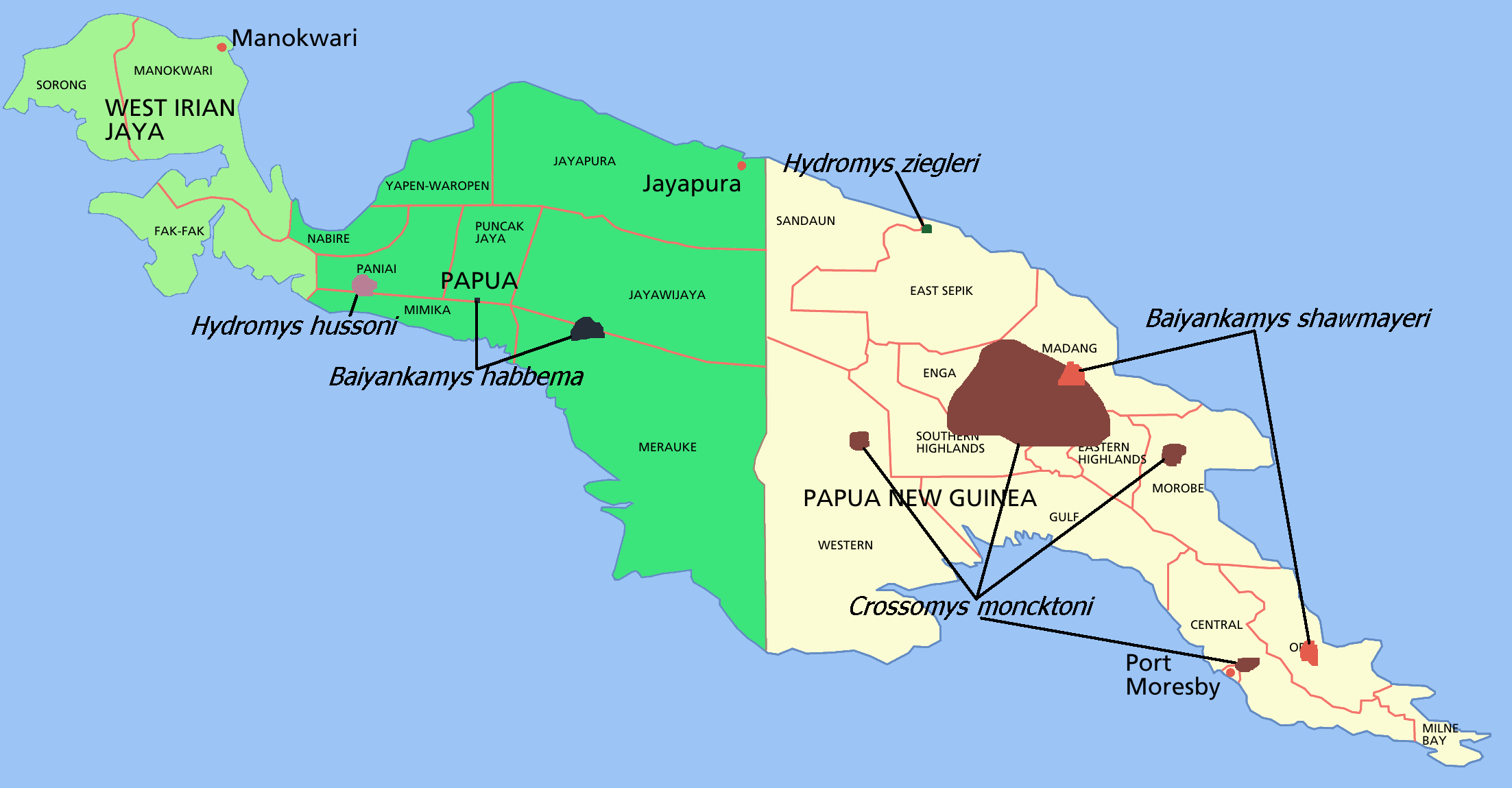
Verbreitungsgebiet verschiedener Schwimmratten, Husson-Schwimmratte in bleichem Rosa im grün markierten Gebiet

Die Husson-Schwimmratte oder Westliche Schwimmratte (Hydromys hussoni) ist ein im indonesischen Teil von Neuguinea verbreitetes Nagetier in der Gattung der Schwimmratten. Das Typusexemplar wurde im Regierungsbezirk Paniai an einem gleichnamigen See (früher Wissel Lake) gefunden. Eine zeitweilig eingefügte östlich gelegene Population wurde als Ziegler-Schwimmratte (Hydromys ziegleri) anerkannt. Die Erstbeschreibung erfolgte anhand eines Museumsexemplars aus dem Naturhistorischen Reichsmuseum in Leiden, Niederlande. Der Zoologe A. M. Husson, nach dem die Art benannt ist, zeigte Guy Musser das Exemplar, das er richtig für eine unbeschriebene Art hielt.

## Merkmale
Die für die Gattung recht kleine Art wird ohne Schwanz 128 bis 167 mm lang, die Schwanzlänge beträgt 103 bis 152 mm und Gewichtsangaben fehlen. Die Hinterfüße sind 25 bis 31 mm lang und die Länge der Ohren liegt bei 11 bis 14 mm. Wie bei allen Schwimmratten sind ein gedrungener Körper, kurze Beine und teilweise mit Schwimmhaut verbundene Zehen typisch. Das kurze und dichte Fell ist auf dem Rücken kastanienbraun und an den Seiten kommen ockerfarbene oder gelbbraune Töne vor. Je nach Exemplar ist die Unterseite dunkelgrau mit gelben Nuancen oder ockerfarben mit grauen Tönen. Diese Färbung reicht bis zum Kinn und es besteht keine deutliche Grenze an den Flanken. Am Hinterteil sind manchmal kleine weiße Haarbüschel vorhanden, die Flecken bilden. Der Bereich, an dem die Vibrissen beginnen, hat eine dunkle Farbe und die Vibrissen sind fein. An allen Zehen der Hinterfüße sind kräftige gebogene Krallen vorhanden. Der schlauchförmige Schwanz ist dunkel und gut behaart, so dass jedes Haar mehrere Schuppen erreicht. Am Ende bilden längere Haare eine Quaste, die bei etwa 20 Prozent der Tiere am Ende weiß ist. Die vier paarig angeordneten Zitzen der Weibchen liegen im Leistenbereich.
Bei der Art Baiyankamys habbema, die früher zur selben Gattung zählte, ist die Unterseite nur grau oder silbergrau, ohne gelbliche Töne. Die Goldbauch-Schwimmratte (Hydromys chrysogaster) hat eine intensiver gefärbte Unterseite, ohne graue Nuancen. Bei beiden Arten ist der weiße Abschnitt des Schwanzes immer vorhanden und länger. Bei Baiyankamys habbema ist das Fell zusätzlich weicher.

## Verbreitung und Lebensweise
Die Schwimmratte ist nur von einem kleinen Gebiet in der Provinz Papua in Indonesien bekannt. Sie wurde zwischen 1765 und 1800 Meter Höhe gefunden. Die Art lebt in Wäldern und möglicherweise in anderen Landschaften. Wichtiger ist das Vorhandensein von Bächen, Flüssen oder Seen. Nach dem ersten Fund 1959 wurde bis 2016 kein weiteres Exemplar entdeckt. In den Seen leben neben kleinen Fischen verschiedene Krebstiere.
Zum sozialen Verhalten, zur Nahrung und zur Fortpflanzung ist nichts bekannt.

## Gefährdung
Noch vor dem Jahr 2000 fand in der Region in geringem Umfang Forstwirtschaft statt. Diese ist in den genannten Höhenlagen eingeschlafen. Die IUCN listet die Husson-Schwimmratte aufgrund der unbekannten Populationsgröße mit unzureichende Datenlage (data deficient).